# Fukuroi-juku

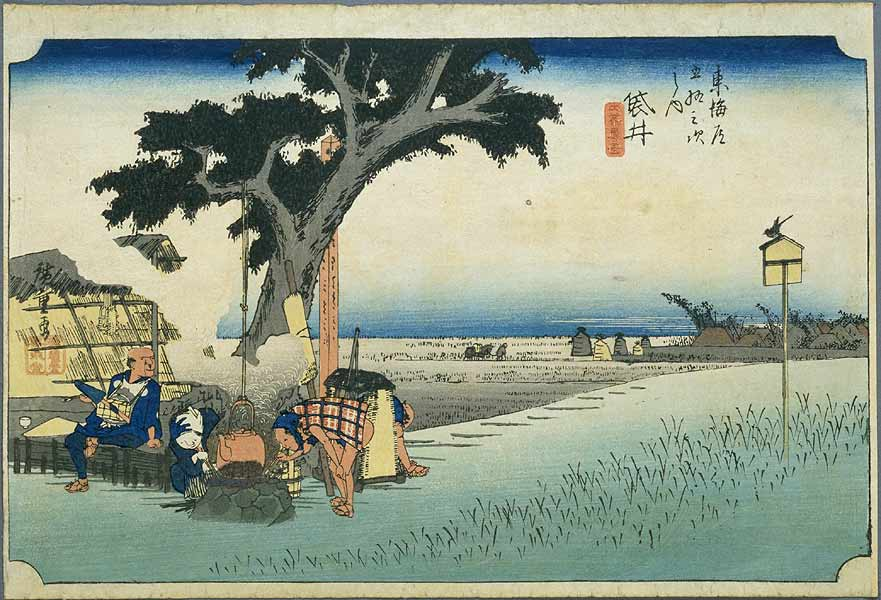
Stacja w latach 30. XIX wieku, Hiroshige Andō

Fukuroi-juku (jap. 袋井宿 Fukuroi-juku) – dwudziesta siódma z 53 stacji szlaku Tōkaidō, położona obecnie w mieście Fukuroi, w prefekturze Shizuoka w Japonii. Shukuba ta posiadała 195 budynków w tym trzy honjiny i 50 hatago, a jej populacja wynosiła 843 osoby.